# 베트남 U-23 축구 국가대표팀
베트남 U-23 축구 국가대표팀은 베트남을 대표하는 23세 이하 축구 국가대표팀으로 하계 올림픽 본선 경험은 없지만 현재까지도 성인대표팀과 마찬가지로 동남아시아 축구 강호로 손꼽힌다.

## 국제 대회 경력

### AFC U-23 아시안컵
2016년 대회를 통해 사상 첫 U-23 아시안컵 본선에 참가한 이후 모두 3번의 대회 본선에 참가하여 이 중 2018년 대회에서 박항서 감독의 지휘하에 사상 첫 결승 진출 및 준우승이라는 U-23 아시안컵 역대 최고 성적을 거두며 돌풍을 일으켰다.

### 아시안 게임
아시안 게임에는 2002년 대회 첫 출전 이후 6회 연속으로 출전하여 이 중 2018년 대회에서 비록 사상 첫 메달 획득에는 실패했지만 성인대표팀 시절이던 1962년 이후 무려 56년만에 아시안 게임 4강에 오르는 기염을 토했다.

### 동남아시아 경기 대회
2001년 대회를 시작으로 현재까지 11회 연속 동남아시아 경기 대회에 출전하여 이 중 2019년 대회와 2021년 대회에서 금메달을 휩쓸었고 이전에는 은메달 3개(2003, 2005, 2009), 동메달 1개(2015)를 획득하는 등 조별리그에서 탈락했던 2번의 대회를 제외하고는 꾸준히 4강 이상의 성적을 거두었지만 번번이 금메달 획득에는 실패했다.

### AFF U-23 챔피언십
동남아시아 U-23 챔피언십에는 2번 참가하여 2022년 대회에서 우승을 거머쥐며 2019년 동남아시아 경기 대회 금메달 이후 3년만에 동남아시아 U-23 국제 대회에서 우승을 차지했다.

## 기타 국제 대회 경력
VFF컵에는 2005년 대회에 처음으로 참가한 이후 5번의 대회에 모두 출전하여 2005년과 2009년 그리고 2018년 대회에서 우승을 거머쥐었고 2011년 대회에서는 준우승을 차지했으며 2017년 M-150컵에서는 3위에 입상했다.

## 주요 대회 성적

### 올림픽
| 연도                                       | 결과      | 경기      | 승        | 무        | 패        | 득점      | 실점      |
| ------------------------------------------ | --------- | --------- | --------- | --------- | --------- | --------- | --------- |
| 모든 연령의 선수 참가에서 23세 이하로 변경 |           |           |           |           |           |           |           |
| 1992년                                     | 불참      | 불참      | 불참      | 불참      | 불참      | 불참      | 불참      |
| 1996년                                     | 불참      | 불참      | 불참      | 불참      | 불참      | 불참      | 불참      |
| 2000년                                     | 예선 탈락 | 예선 탈락 | 예선 탈락 | 예선 탈락 | 예선 탈락 | 예선 탈락 | 예선 탈락 |
| 2004년                                     | 예선 탈락 | 예선 탈락 | 예선 탈락 | 예선 탈락 | 예선 탈락 | 예선 탈락 | 예선 탈락 |
| 2008년                                     | 예선 탈락 | 예선 탈락 | 예선 탈락 | 예선 탈락 | 예선 탈락 | 예선 탈락 | 예선 탈락 |
| 2012년                                     | 예선 탈락 | 예선 탈락 | 예선 탈락 | 예선 탈락 | 예선 탈락 | 예선 탈락 | 예선 탈락 |
| 2016년                                     | 예선 탈락 | 예선 탈락 | 예선 탈락 | 예선 탈락 | 예선 탈락 | 예선 탈락 | 예선 탈락 |
| 2020년                                     | 예선 탈락 | 예선 탈락 | 예선 탈락 | 예선 탈락 | 예선 탈락 | 예선 탈락 | 예선 탈락 |
| 2024년                                     | 예선 탈락 | 예선 탈락 | 예선 탈락 | 예선 탈락 | 예선 탈락 | 예선 탈락 | 예선 탈락 |
| 합계                                       | 0/7       | 0         | 0         | 0         | 0         | 0         | 0         |

### 아시안 게임
| 연도                                       | 결과     | 경기 | 승 | 무 | 패 | 득점 | 실점 |
| ------------------------------------------ | -------- | ---- | -- | -- | -- | ---- | ---- |
| 모든 연령의 선수 참가에서 23세 이하로 변경 |          |      |    |    |    |      |      |
| 2002년                                     | 조별리그 | 3    | 1  | 0  | 2  | 3    | 5    |
| 2006년                                     | 조별리그 | 3    | 1  | 0  | 2  | 10   | 5    |
| 2010년                                     | 16강     | 4    | 1  | 0  | 3  | 5    | 10   |
| 2014년                                     | 16강     | 3    | 2  | 0  | 1  | 6    | 4    |
| 2018년                                     | 4강      | 7    | 5  | 1  | 1  | 16   | 4    |
| 2022년                                     | 조별리그 | 3    | 1  | 0  | 2  | 5    | 9    |
| 합계                                       | 6/6      | 23   | 11 | 5  | 8  | 23   | 24   |

### AFC U-23 아시안컵
| 연도   | 결과                              | 경기                              | 승                                | 무                                | 패                                | 득점                              | 실점                              |                                   |
| ------ | --------------------------------- | --------------------------------- | --------------------------------- | --------------------------------- | --------------------------------- | --------------------------------- | --------------------------------- | --------------------------------- |
| 2014년 | 예선탈락                          | 예선탈락                          | 예선탈락                          | 예선탈락                          | 예선탈락                          | 예선탈락                          | 예선탈락                          |                                   |
| 2016년 | 조별리그                          | 3                                 | 0                                 | 0                                 | 3                                 | 3                                 | 8                                 |                                   |
| 2018년 | 준우승                            | 6                                 | 1                                 | 3                                 | 2                                 | 8                                 | 9                                 |                                   |
| 2020년 | 조별리그                          | 3                                 | 0                                 | 2                                 | 1                                 | 1                                 | 2                                 |                                   |
| 합계   | 출전 3/4                          | 12                                | 1                                 | 5                                 | 6                                 | 12                                | 19                                |                                   |
| 순위   | AFC U-23 아시안컵 통산 순위: 13위 | AFC U-23 아시안컵 통산 순위: 13위 | AFC U-23 아시안컵 통산 순위: 13위 | AFC U-23 아시안컵 통산 순위: 13위 | AFC U-23 아시안컵 통산 순위: 13위 | AFC U-23 아시안컵 통산 순위: 13위 | AFC U-23 아시안컵 통산 순위: 13위 | AFC U-23 아시안컵 통산 순위: 13위 |

### 동남아시아 경기 대회
- 참고: AFC U-23 아시안컵이 올림픽 축구 아시아 지역 예선 역할을 한다.

## 역대 감독
| 감독            | 임기        |
| --------------- | ----------- |
| 박항서          | 2017 ~ 2022 |
| 필리프 트루시에 | 2023 ~ 2024 |

## 같이 보기
- 베트남 축구 국가대표팀